# Adjectif pronominal
Dans la grammaire traditionnelle, on entend par le terme « adjectif pronominal » un déterminant auquel correspond, en général, un pronom. Les adjectifs pronominaux n’incluent donc pas les articles ni le numéral, et il y a un pronom, le pronom personnel, qui n’a pas de correspondant déterminant. Dans les grammaires du français, on prend en compte en tant qu’adjectifs pronominaux l’adjectif possessif, l’adjectif démonstratif, l’adjectif interrogatif (utilisé également en tant qu’outil exclamatif), l’adjectif relatif et l’adjectif indéfini.

## Utilisation du terme
Selon le grammairien Jan Goes, dans les ouvrages de grammaire du français, le terme « adjectif pronominal » est apparu pour la première fois chez l’abbé Gabriel Girard, en 1747 et a été utilisé pour la dernière fois par Hervé D. Béchade, en 1994. Dans les grammaires plus récentes, les adjectifs pronominaux sont inclus dans la classe des déterminants, avec les articles, étant appelés déterminants possessif, démonstratif, interrogatif, relatif et indéfini. Grevisse et Goosse aussi constatent qu’« on les a parfois appelés adjectifs pronominaux », cependant, ils n’abandonnent pas totalement ce terme, affirmant que, lorsque les interrogatifs ont la fonction syntaxique d’attribut, ils ne sont plus des déterminants mais des adjectifs (exemple : Quelle est cette femme ?). De même, ils traitent de certains mots en les nommant adjectifs indéfinis, parce que, à la différence des autres, ils sont accompagnés d’un déterminant : Donnez-moi l’autre livre, Les mêmes causes ne produisent pas toujours les mêmes effets.

## Les adjectifs pronominaux dans quelques langues

### Adjectifs pronominaux sans correspondants pronoms
En français il y a quelques adjectifs qualificatif qui, par conversion, deviennent des adjectifs indéfinis. Ils n’ont pas de correspondants pronoms : divers points de vue, différentes personnes. Les adjectifs indéfinis des syntagmes suivants sont également dépourvus de correspondants pronoms : une telle chaleur, un prétexte quelconque.
En roumain, oarecare, l’équivalent de „quelconque” n’a pas non plus de correspondant pronom. Dans les grammaires de cette langue, on prend en compte, en plus de ceux du français, un adjectif pronominal appelé « de renforcement » (ex. Ileana însăși « Ileana même »), dépourvu également de correspondant pronom.

### Formes des adjectifs pronominaux et des pronoms correspondants
En français, les adjectifs pronominaux n’ont pas la même forme que les pronoms correspondants, sauf les relatifs et certains indéfinis : ma voiture → la mienne, cette voiture → celle-ci, quelle voiture ? → laquelle ? Un exemple d’adjectif et pronom indéfinis à formes différentes est chaque voiture → chacune. Un cas d’adjectif et pronom indéfinis à forme unique est celui de plusieurs : plusieurs voitures → plusieurs.
Dans d’autres langues il y a des espèces d’adjectifs pronominaux à formes identiques et d’autres à formes différentes. En anglais, par exemple, les possessifs sont différents (This is my book « C’est mon livre » → The book is mine « Le livre est à moi »), mais les démonstratifs sont pareils : This programme is interesting « Ce programme est intéressant » → This is interesting « Celui-ci est intéressant ».
Dans d’autres langues encore il y a identité formelle entre adjectif pronominal et pronom, pour toutes leurs espèces. Tel est le cas en BCMS : svoje vladanje « son comportement » → svoje « le sien », ova knjiga « ce livre » → ova, koji pisac? « quel écrivan ? » → koji? « lequel ? » De même en hongrois : ez a ház « cette maison » → ez « celle-ci », Melyik mosóport ajánlja? « Quelle lessive me conseillez-vous ? » → Melyiket ajánlja? « Laquelle… ? ».
Le roumain se caractérise par le même trait, avec certaines nuances. Le pronom possessif ne diffère de l’adjectif possessif que par un article appelé « possessif » dont il est précédé : scrisoarea sa « sa lettre » → a sa « la sienne ». Les adjectifs démonstratifs roumains forment deux séries légèrement différentes quant à leurs formes, une préposée et l’autre postposée. Seules les formes postposées sont utilisées également en tant que pronoms : acest fenomen ou fenomenul acesta « ce phénomène » → acesta « celui-ci ». L’adjectif interrogatif équivalent de quel(le)(s) a la même forme que le pronom correspondant au nominatif et à l’accusatif et légèrement différente au génitif et au datif : care coleg? « quel collègue ? » → care « lequel », Cărui coleg i-ai scris? « À quel collègue as-tu écrit ? » → Căruia…? « Auquel… ? » (complément d'objet indirect d’attribution).

### Degré de détermination par les adjectifs possessifs et démonstratifs
En français, les adjectifs possessifs et démonstratifs sont suffisants pour actualiser complètement le nom déterminé (autrement dit, le déterminer de façon définie), ce qui est valable pour l’anglais aussi, mais pas pour d’autres langues, où un article doit les accompagner. Exemples : 
| Déterminant  | Français      | Anglais                | BCMS                                | Roumain                                                                                           | Hongrois                                                |
| ------------ | ------------- | ---------------------- | ----------------------------------- | ------------------------------------------------------------------------------------------------- | ------------------------------------------------------- |
| Possessif    | ma voiture    | my book « mon livre »  | svoje vladanje « son comportement » | scrisoarea sa (nom + article défini + adj. poss.) « sa lettre »                                   | –                                                       |
| Démonstratif | cette voiture | this book « ce livre » | ova knjiga « ce livre »             | acest fenomen (adj. dém. + nom) / fenomenul acesta (nom + art. déf. + adj. dém.) « ce phénomène » | ez a ház (adj. dém. + art. déf. + nom) « cette maison » |

### Place des adjectifs pronominaux
En français, les déterminants pronominaux sont toujours préposés. Parfois un même mot peut être, selon qu’il est postposé ou préposé, adjectif qualificatif, respectivement déterminant indéfini, avec des sens différents : Mon témoignage, à défaut d’une valeur certaine, a, je l’espère, une certaine valeur.
En anglais, en hongrois et en BCMS aussi ils sont préposés, à l’exception, en BCMS, des possessifs, qui sont postposés au nom au cas vocatif : dragi moj! « mon cher !, mon chéri ! ».
En roumain, les possessifs sont presque toujours postposés, les démonstratifs pouvant être pré- ou postposés, ainsi que le mot équivalent de l’autre, les autres (celălalt om / omul celălalt « l’autre homme »). Les autres adjectifs possessif roumains sont tous préposés.

### Accord des adjectifs pronominaux
En français, tous les adjectifs pronominaux s’accordent en genre et en nombre avec le nom déterminé, bien qu’il y ait des formes épicènes : quelque(s), plusieurs, etc. Il en est de même en roumain, sauf que l’adjectif interrogatif est invariable au nominatif : care băiat?, care fată?, care băieți, care fete? « quel garçon ?, quelle fille ?, quels garçons ?, quelles filles ? ». Cependant, il s’accorde en cas et, au génitif et au datif, également en genre et en nombre : cărui băiat? « à quel garçon ? », cărei fete? « à quelle fille ? », căror băieți? « à quels garçons ? », căror fete? « à quelles filles ? » (forme épicène). Les adjectifs indéfinis composés avec care se comportent de la même façon : fiecare « chaque », oricare « n’importe quel(le)(s) ».
En hongrois, la question de l’accord en genre ne se pose pas, puisque cette langue ignore le genre grammatical. De plus, seuls les démonstratifs correspondant à ce(t), cette, ces s’accordent en nombre et en cas : Megveszem ezt a házat (accusatif singulier) « J’achète cette maison », … ezeket a házakat (accusatif pluriel) «… ces maisons ». Les autres sont invariables en utilisation adjectivale, comme les adjectifs qualificatifs épithètes, bien qu’ils soient variables en tant que pronoms : Nem ilyen lovat akartam « Ce n’est pas un cheval comme celui-ci que je voulais » (seul le nom à l’accusatif singulier) vs Nem ilyet akartam « Ce n’est pas un comme celui-ci que je voulais » (pronom à l’accusatif singulier) ; Melyik mosóport ajánlja? « Quelle lessive me conseillez-vous ? » vs Melyiket ajánlja? « Laquelle… ? » ; Mindenféle emberrel összejött. « Il/Elle a fréquenté toutes sortes de gens » vs Mindenfélével összejött « Il/Elle en a fréquenté de toutes sortes ».
L’adjectif possessif présente, par rapport aux autres, la particularité de s’accorder en personne avec le possesseur, et cela dans les quatre langues dans lesquelles il en est traité dans cet article, qui le possèdent. En anglais et en BCMS, l’accord concerne aussi celui en genre avec le possesseur de la 3e personne du singulier. Par contre, en anglais il n’y a pas d’accord en genre et en nombre avec le possédé : his colour « sa couleur (à lui) », her colour « sa couleur (à elle) », its colour « sa couleur » (à une chose). En BCMS, l’accord se fait, à toutes les personnes, en genre, en nombre et en cas avec le possédé, et, si le possesseur est de la 3e personne du singulier, en genre avec le possesseur aussi : njegov sin « son fils (à lui) », njen sin « son fils (à elle) », njegova ćerka « sa fille (à lui) », njena ćerka « sa fille (à elle) ».

## Sources bibliographiques
- (ro) Avram, Mioara, Gramatica pentru toți [« Grammaire pour tous »], Bucarest, Humanitas, 1997  (ISBN 978-973-28-0769-9)
- (hr) Barić, Eugenija et al., Hrvatska gramatika [« Grammaire croate »], 2de édition revue, Zagreb, Školska knjiga, 1997  (ISBN 953-0-40010-1)
- (ro) Constantinescu-Dobridor, Gheorghe, Dicționar de termeni lingvistici [« Dictionnaire de termes linguistiques »], Bucarest, Teora, 1998 ; en ligne : Dexonline (DTL) (consulté le 11 septembre 2018)
- Delatour, Yvonne et al., Nouvelle grammaire du français, Paris, Hachette, 2004,  (ISBN 2-01-155271-0) (consulté le 11 septembre 2018)
- (en) Eastwood, John, Oxford Guide to English Grammar [PDF] [« Guide Oxford de la grammaire anglaise »], Oxford, Oxford University Press, 1994  (ISBN 0-19-431351-4) (consulté le 11 septembre 2018)
- Goes, Jan, L’adjectif. Entre nom et verbe, Paris – Bruxelles, De Boeck & Larcier s.a., Département Duculot, Champs linguistiques. Recherches, 1999  (ISBN 978-2-8011-1221-2)
- Grevisse, Maurice et Goosse, André, Le bon usage. Grammaire française, 14e édition, Bruxelles, De Boeck Université, 2007  (ISBN 978-2-8011-1404-9) (consulté le 19 mars 2023)
- Szende, Thomas et Kassai, Georges, Grammaire fondamentale du hongrois, Langues & Mondes – L’Asiathèque, Paris, 2001  (ISBN 978-2-911053-61-0)